# Liolaemus variegatus
Liolaemus variegatus este o specie de șopârle din genul Liolaemus, familia Tropiduridae, descrisă de Laurent 1984. Conform Catalogue of Life specia Liolaemus variegatus nu are subspecii cunoscute.